# Pseudalypia crotchii
Pseudalypia crotchii là một loài bướm đêm thuộc họ Noctuidae. Nó được tìm thấy ở California.
Ấu trùng ăn Malvastrum exile và Malvastrum parviflora.